# Volby do Knesetu 1973
Volby do 8. Knesetu se v Izraeli konaly 31. prosince 1973. Výsledkem bylo výrazné vítězství strany Ma'arach dosavadní ministerské předsedkyně Goldy Meirové. Volební účast byla 76,9 %

## Výsledky
| strana                                     | hlasů     | % hlasů | křesel na začátku funkčního období | křesel na konci funkčního období |
| ------------------------------------------ | --------- | ------- | ---------------------------------- | -------------------------------- |
| Ma'arach                                   | 621 183   | 39,6 %  | 51                                 | 49                               |
| Likud                                      | 473 309   | 30,2 %  | 39                                 | 40                               |
| Národní náboženská strana                  | 130 349   | 8,3 %   | 10                                 | 10                               |
| Náboženská fronta Tóry                     | 60 012    | 3,8 %   | 5                                  | 0                                |
| Nezávislí liberálové                       | 56 560    | 3,6 %   | 4                                  | 3                                |
| Rakach                                     | 53 353    | 3,4 %   | 4                                  | 4                                |
| Rac                                        | 35 023    | 2,2 %   | 3                                  | 2                                |
| Pokrok a rozvoj                            | 22 604    | 1,4 %   | 2                                  | 0                                |
| Moked                                      | 22 147    | 1,4 %   | 1                                  | 1                                |
| Arabská kandidátka pro beduíny a venkovany | 16 408    | 1,0 %   | 1                                  | 0                                |
|                                            |           |         |                                    |                                  |
| Černí panteři                              | 13 332    | 0,9 %   | 0                                  | 0                                |
| Kach                                       | 12 811    | 0,8 %   | 0                                  | 0                                |
| Meri                                       | 10 469    | 0,7 %   | 0                                  | 0                                |
| Hnutí za sociální rovnost                  | 10 202    | 0,7 %   | 0                                  | 0                                |
| Spolupráce a bratrství                     | 9 949     | 0,6 %   | 0                                  | 0                                |
| Modrobílí panteři                          | 5 945     | 0,4 %   | 0                                  | 0                                |
| Hnutí bratrství                            | 4 433     | 0,3 %   | 0                                  | 0                                |
| Izraelská arabská kandidátka               | 3 269     | 0,2 %   | 0                                  | 0                                |
| Jemenská kandidátka                        | 3 195     | 0,2 %   | 0                                  | 0                                |
| Socialistická revoluční kandidátka         | 1 201     | 0,1 %   | 0                                  | 0                                |
| Lidové hnutí                               | 1 101     | 0,1 %   | 0                                  | 0                                |
| celkem                                     | 1 566 855 | 100 %   | 120                                | 120                              |
|                                            |           |         |                                    |                                  |
| Jednotná arabská kandidátka                | -         | -       | 0                                  | 3                                |
| Agudat Jisra'el                            | -         | -       | 0                                  | 3                                |
| Poalej Agudat Jisra'el                     | -         | -       | 0                                  | 2                                |
| Frakce nezávislých socialistů              | -         | -       | 0                                  | 2                                |
| Mordechaj Ben Porat                        | -         | -       | 0                                  | 1                                |
| Ja'ad – Hnutí občanských práv              | -         | -       | 0                                  | 0                                |
| Mapam                                      | -         | -       | 0                                  | 0                                |

## Osmnáctý Kneset
Stávající ministerská předsedkyně Golda Meirová ze strany Ma'arach vytvořila šestnáctou vládu 10. března 1974. Koaliční vláda zahrnovala Národní náboženskou stranu a Nezávislé liberály a měla 22 ministrů. Golda Meirová rezignovala 11. dubna 1974 po zveřejnění předběžné zprávy Agranatovy komise, která byla jmenována k prošetření pochybení během jomkipurské války.
Ve straně Ma'rach nahradil Meirovou Jicchak Rabin, který 3. července 1974 se stavil sedmnáctou vládu, která zahrnovala strany Kac, Nezávislé liberály, Pokrok a rozvoj a Arabskou kandidátku pro beduíny a venkovany. Nová vláda měla 19 ministrů. Později, 30. října, do vlády vstoupila Národní náboženská strana a 6. listopadu z ní vystoupila strana Rac. Vláda pak měla 21 ministrů.
Dne 22. prosince 1976 podal premiér Rabin demisi vlády do rukou prezidenta. Učinil tak poté, co byla vládě v parlamentu vyslovena nedůvěra (v hlasování se zdržela vládní Národní náboženská strana, kterou proto Rabin vyloučil z vlády). Hlasování o nedůvěře vyvolala strana Agudat Jisra'el kvůli porušení šabatu při příletu stíhacích strojů pro Izraelské vojenské letectvo.